# Speak Low
Speak Low ist ein Musicalsong, den Kurt Weill zu einem Text von Ogden Nash schrieb und 1943 veröffentlichte. Der Song, der für das Broadway-Musical One Touch of Venus entstand, wurde 1944 ein Hit und hat sich später als Jazzstandard etabliert.

## Funktion und Kennzeichen des Songs
Der Song ist im Musical die Liebeserklärung der Venus an den männlichen Helden Rodney. Die Titelzeile des Songs („Speak low, when you speak love“) nimmt eine klassische Sentenz aus Shakespeares Viel Lärm um Nichts auf, die dort von Don Pedro gesprochen wird („Speak low, if you speak love“). Später wird der Song im Musical noch einmal aufgenommen, als die Rückkehr der Venus in den Olymp feststeht, sie aber noch einmal in einem nostalgischen Rückblick ihrer Liebe mit Rodney gedenkt.
Der 56-taktige Song ist in F-Dur und der Liedform AA'BA" gehalten; der B-Teil umfasst dabei nur 8 Takte. „In den Takten 33 und 37 erklingt das Motiv des B-Teils zunächst nur in der Begleitung und wird erst einen halben Takt später auch von der Gesangsstimme kanonisch aufgegriffen.“ Der Schluss des Songs ist ein „Quasi-Parlando“: „Bei den letzten Worten (‚Low to me, speak love to me, and soon‘) besteht die Melodie lediglich aus einem neunmal wiederholten d“. Damit endet der Song auf der großen Sexte statt auf dem Grundton. „Dieser Schluss wirkt merkwürdig schwebend und unterstreicht damit die geheimnisvolle Atmosphäre des Musicals.“

## Rezeption des Songs
In One Touch of Venus, das am 7. Oktober 1943 uraufgeführt wurde, wird der Song von Mary Martin interpretiert. Im selben Jahr entstanden erste Aufnahmen des Songs von Mary Martin und Kenny Baker, die 1943 auf dem Originalalbum One Touch of Venus veröffentlicht wurden. In einer Coverversion von Guy Lombardo und seinen Royal Canadians mit Sänger Billy Leach kam der Song 1944 in die amerikanischen Charts, wo er Platz 8 erreichte. 1948 wurde das Musical als Venus macht Seitensprünge mit Ava Gardner als Venus und Robert Walker als Rodney Hatch verfilmt. Speak Low wurde für Gardner von Eileen Wilson gesungen; der Song wird im Film als besonderes Highlight auch von Dick Haymes interpretiert.
Speak Low war auch Bestandteil der Off-Broadway-Revue Berlin to Broadway with Kurt Weill (1972) und ebenso von LoveMusik, einem Biografie-Musical, das die Liebesgeschichte von Weill mit Lotte Lenya behandelt. Lotte Lenya nahm den Song selbst mehrfach auf. 1954 interpretierte Les Baxter den Song. Barbra Streisand nahm ihn in einem Arrangement von David Foster für ihr Album Back to Broadway auf. The Young Gods, die zuvor auch schon Weills September Song im Repertoire hatten, spielten Speak Low 2008 für ihr Album Knock on Wood ein. Eine wichtige Rolle hatte der Song in Christian Petzolds Film Phoenix (2014).

### Der Weg zum Jazzstandard
Carmen McRae nahm 1952 Speak Low auf, es folgten Nat King Cole und The Hi-Lo’s (1955), bevor den Song auch Billie Holiday (1956) interpretierte. 1960 folgte Anita O’Day in einem Arrangement von Bill Holman (Incomparable!). Schon bevor weitere Sängerinnen wie Ella Fitzgerald (besonders im Duo von Joe Pass 1983) den Song ins Repertoire übernahmen, war er auch als Instrumentalstück akzeptiert. Laurindo Almeida und Bud Shank unterlegten Latin-Rhythmen; Barney Kessel und Bob Cooper eroberten das Stück 1954 ebenso für den West Coast Jazz wie Chet Baker und Gerry Mulligan. 1956 folgte Bill Evans, 1957 Sonny Clark mit John Coltrane, 1958 Hank Mobley mit Lee Morgan, bevor 1959 Stan Kenton zeigte, dass das Stück (in einem Arrangement von Johnny Richards) auch Bigband tauglich war. Einige Musiker wie Bobby Jaspar (1958) oder Grant Green (1965) konnten nicht alle Feinheiten des Songs ausreizen und ersetzten den scheinbar schwebenden Schluss durch eine Ausblendung.
Der jamaikanische Saxophonist Tommy McCook spielte 1967 für den Produzenten Duke Reid mit How Soon/How Long eine instrumentale Rocksteady-Version ein. Der Track blieb 40 Jahre lang unveröffentlicht, erschien jedoch 2017 als japanische 7-inch-Single.

### Musikbeispiele
- Hank Mobley & Lee Morgan: Speak Low auf YouTube
- McCoy Tyner: Speak Low auf YouTube
- Ella Fitzgerald & Joe Pass: Speak Low auf YouTube
- Tommy McCook & The Supersonics: How Soon/How Long auf YouTube